# Історія Кубані
Історія Краснодарського краю, Історія Кубані — історія, що пов'язана з сучасним Краснодарським краєм Російської Федерації, що неофіційно називають Кубанню, а також історичного українського етнічного краю Кубані, що в кінці XVIII-го сторіччя була заселена українськими запорізькими козаками.

## Археологія Кубані

### Кам'яна доба

#### Давньокам'яна доба
Територія Краснодарського краю була населена за кам'яної доби біля 2 мільйонів років тому (стоянка Кермек на Таманському півострові). Понад 1,5 мільйони років стоянці Родніки-1 й понад 1 мільйони років стоянці Богатирі у Південному Надоозів'ї, інтервалом 1,5-0,78 мільйони років тому датується місцевість Цимбал у селища Сінний, понад півмільйона років стоянкам Родніки 2-4 та Ільська-2 (у селищі Ільський). Крім полювання на таких великих ссавців як південний мамут (Archidiskodon meridionalis tamanensis) та кавказький еласмотерій (Elasmotherium caucasicum), про що свідчить застрягле в черепі еласмотерія пикоподібне знаряддя з окварцованого доломіту, творці Таманської ранньоашельської індустрії займалися береговим збиранням білкової їжі у вигляді молюсків, трупів морських тварин та риби.

#### Середньокам'яна доба
Знахідки неандертальців на Кубані відомі з шарів середньокам'яної доби Мезмайської печери (мустьєрська культура), печери Матузка, Монашенської та Баракаївської печер Губської ущелини.
Неандертальців змінили люди сучасного виду в період пізнього палеоліту (Ахштирська печера). Виявлені поселення середньокам'яної доби.

#### Новокам'яна доба
Наявність населення на Передкавказзі за новокам'яного доби наразі поставлено під сумнів.

#### Мідна доба
За мідної доби у степу та у горах з'являється культура накольчатої перлової кераміки.

#### Бронзова доба
За ранньої бронзової доби у 3300-2700 роках до Р. Х. у степах Передкавказзя мешкали племена новотиторовської культури (входила до спільністі ямної культури), майкопської культури, а також новосвободненської культури. Пізніше в степах з'явилися племена катакомбної культури.
За середньої бронзової доби степи населяли люди північнокавказької культури, а гірські райони — дольменної культури.
Бережнівсько-маївська зрубна культура належала до зрубної культурно-історичної спільністі й відносилася до 1700—1100 рокам до Р. Х..
За пізньої бронзової доби з'явилася нова культура, а на рубежі раннього заліза — протомеоти.

## Стародавня Кубань (…— 5 сторіччя)

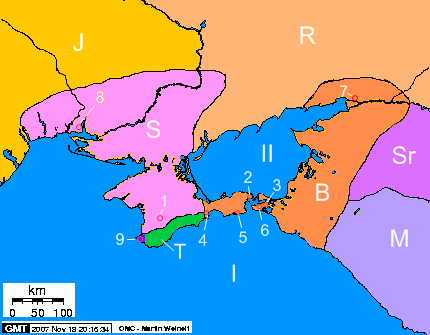
Північне Причорномор'я у II ст. до н. е.
Скіфи в Криму
Боспорське царство
Язиги
Роксолани
Сіраки
Меоти
Таври

Надозів'я й Боспор пов'язані з кімерійцями відомими у 900—600 роках до Р. Х. та їх країною Кімерія.

### Боспорська держава
На чорноморському узбережжі було кілька грецьких колоній, що пізніше увійшли до складу Боспорського царства (480 рік до Р. Х. — 370-ті роки після Р. Х. й пізніше). Грецькі міста переважно концентрувалися на Тамані; Апатур, Ахіллей, Кімерик, Кепи (селище Сінне), Тірамба, Фанагорія, Коркондама, Гермонасса (згодом руська Тмуторакань), Горгіппія.
У 109-63 роках до Р. Х. Боспорське царство увійшло до складу Понтійського царства. Після включення Понтійського царства до складу римської провінції Віфінія-Понт, сину Мітридата VI Євпатора Фарнаку II вдалося на Боспорі. Він правив Боспором доки зазнав поразки від римлян й 46 року до Р. Х. від свого намісника Асандра.

### Стародавні адиги
Пізніше з'явилися народи, про які збереглися письмові повідомлення. Таким населенням на території Кубані й частини Ставропілля були меоти (синди, досхі та дандарії).
За грецькими джерелами приблизно від 100 році до Р. Х. до 400 року після Р. Х. у горах й передгір'ях північно-західного Кавказу, територія якої нині у межах Краснодарського і Ставропольського країв, Адигеї, Карачаєво-Черкесії, Кабардино-Балкарії розташовувалася антична країна Зихія — історична держава зигів. У 15 сторіччі зигів отожнено з черкесами.
На півдні чорноморського узбережжя краю та в Абхазії у I сторіччі після Р. Х. до початку VI сторіччя існувала держава Саніґія до її захопленням князівством Абазгія. Про етнічну належність точаться суперечки між праабхазьким племенем саніґів, санами (предки менґрелів та лазів) або прасванами.
За деякими відомостями з надкаспійських степів робили набіги явно нечисленні, але войовничі сіраки, що пізніше асимілювалися з адигами.

## Середньовічна Кубань (6-15 сторіччя)

### Стара Велика Болгарія
631 року булгарський хан Кубрат засновує на Кубані держава Велику Болгарію й починає династію булгарських ханів Дуло. Столицею держави стала Фанагорія.

### Хозарія
Територія Краснодарського краю приблизно у 700—965 роках перебувала у складі Хозарського каганату.

### Руське Тмутороканське князівство

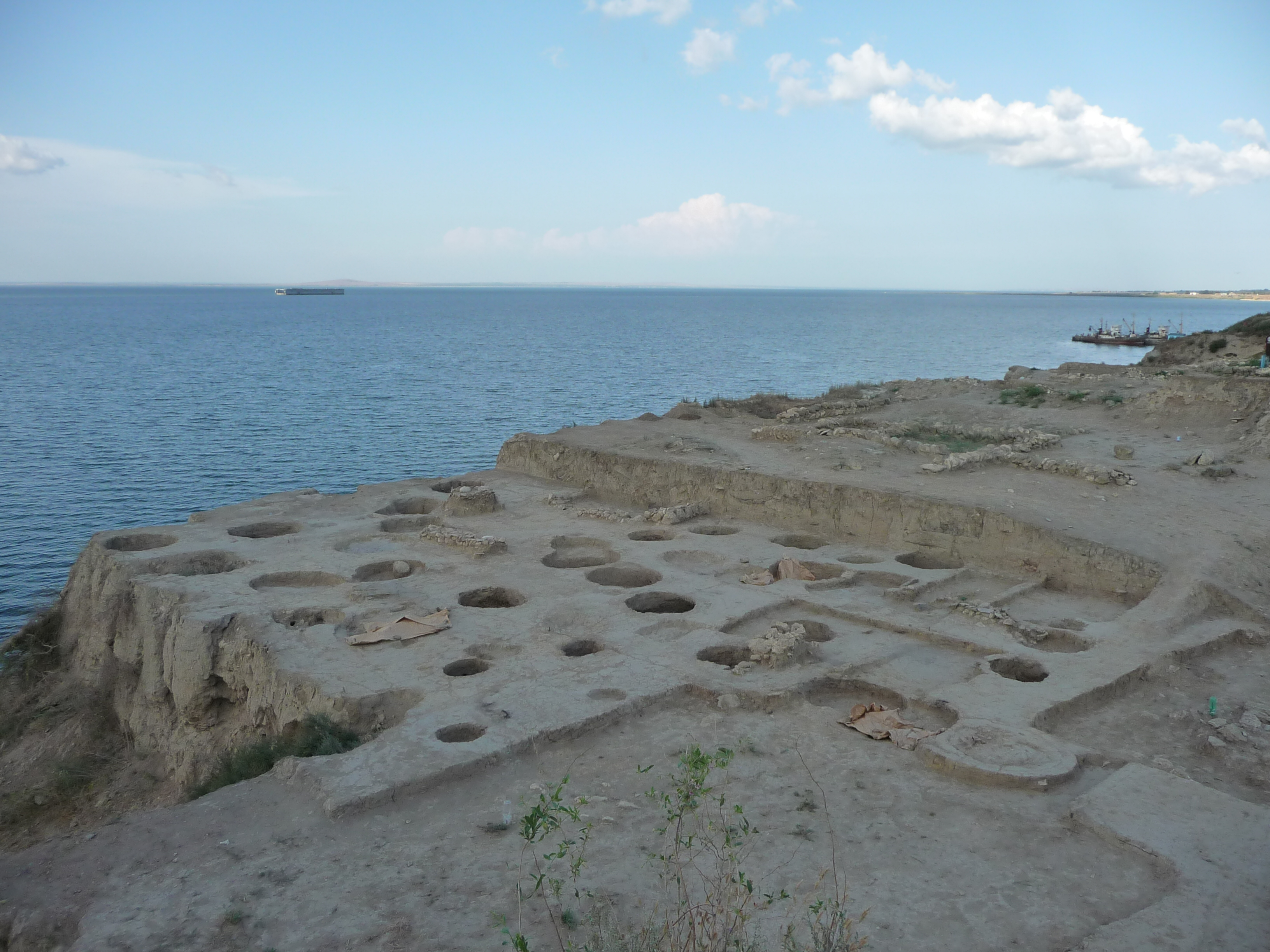
Розкоп міста Германаса-Тмуторокань (6 сторіччя до Р. Х. — 13 сторіччя після Р. Х.)

Після розгрому Хозарського каганату 965 року київським князем Святославом на Кубані утворено Тмутороканське князівство у склади Русі. Столицею Тмутороканської держави стала старе грецьке місто Гермонаса, що за Русі називалося Тмуторокань.

### Візантійська імперія
Пізніше, через посилення половців й зазіхань Візантії кінця 11 сторіччя Тмутороканське князівство до 1204 року перейшло під владу Візантійських імператорів.

### Касогія
У руських літописах (у «Слові о полку Ігоревим» згадано Редедю, князя касозького) вперше з'являються касоги — сучасні адиги.

### Золота Орда
У 1243—1438 роках територія нинішньої Кубані входила до складу Золотої Орди. Після розпаду останньої, Кубань частинами відійшла до Кримського ханства, Черкесії та Оттоманській (Османська) імперії, що домінувала у регіоні.

## Нововічна Кубань (16 сторіччя— 1914 рік)
Після захоплення й приєднання 1556 року Московським царством Астраханського ханства, Москва починає експансію на кримську Кубань, що перебувала під протекторатом Османської імперії. Триває череда московсько-турецьких воєн у 1568–1570; 1676–1681; 1686–1700; 1710–1713 роках; й російсько-турецьких воєн у 1735–1739; 1768–1774; 1787–1792 роках.

### Кубань у Російській імперії

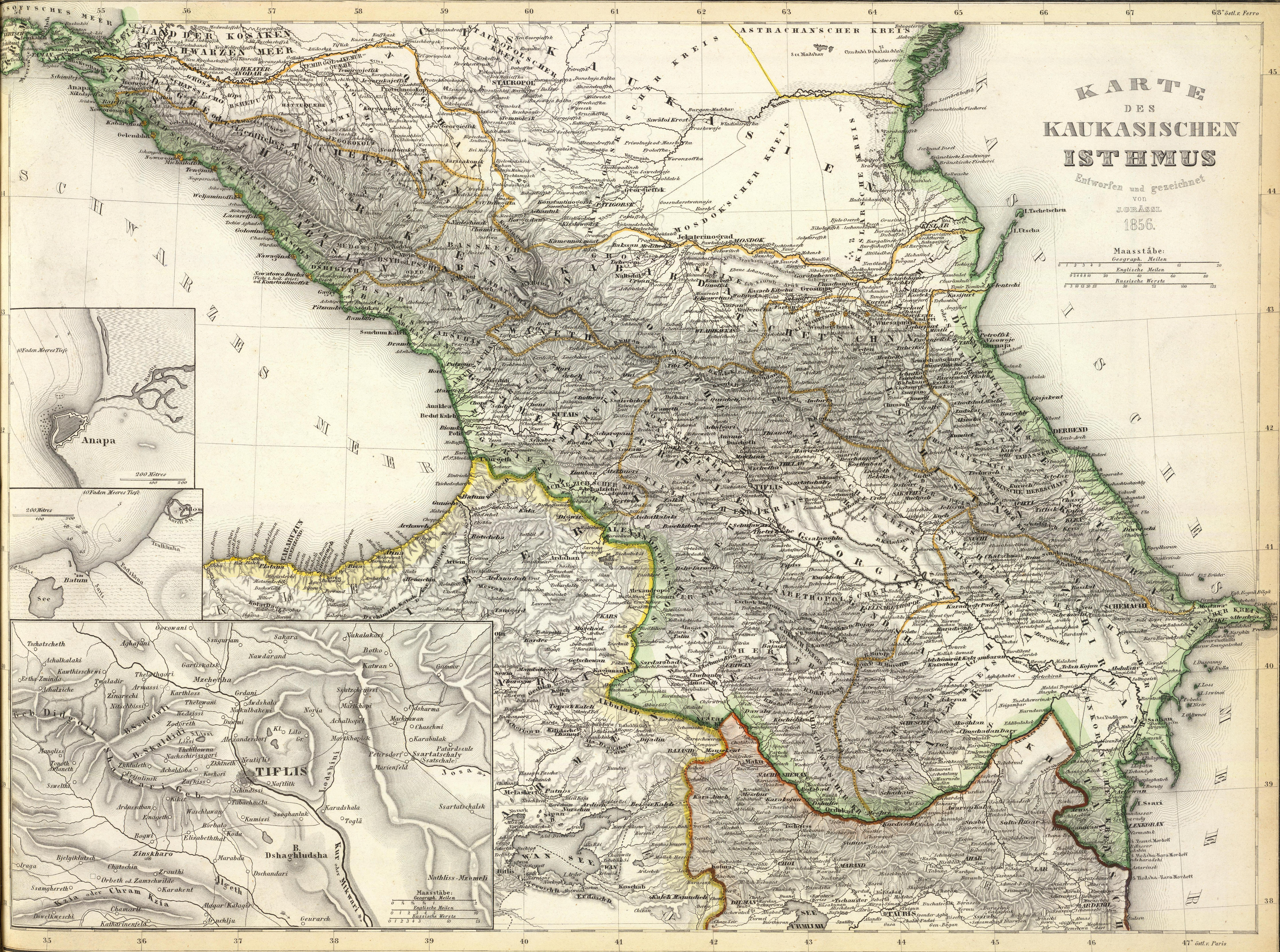
Karte des Kaukasischen Isthmus. Entworfen und gezeichnet von J. Grassl, 1856.

Після знищення Запорізької Січі у 1775 році, бл. 5 тис. запорозьких козаків пішли до гирла Дунаю, утворивши там Задунайську Січ під протекторатом османського султана. Решта 20 тисяч козаків була інтеґрована до російської армії для діяльності в межах майбутньої Новоросії. У квітні 1783 року наказом Катерини II Тамань та Правобережна Кубань (Північне Надкубання), де раніше кочували ногаї, після ліквідації Кримського ханства приєднано до Російської імперії до складу Катеринославського намісництва.

#### Чорноморське козацтво (1792—1860)
По закінченню російсько-турецької війни (1787—1792) у 1792-93 роках сюди переселяється чорноморське козацьке військо (запорізькі козаки), створюється кордонна укріплена лінія понад річкою Кубань й відтискуються у гори адиги. У 1793 році ними було закладено місто Катеринодар (з 1920 Краснодар). Адміністративно край отримав назву Землі Чорноморського козачого війська, що у 1796—1802 відносилися до Новоросійської губернії. Згодом з'являється назва Область Війська Чорноморського. У 1802-1832 рр. проведено ще 5 кампаній адміністративного переселення українців на Кубань.
В ході колоніальної Кавказької війни 1763—1864 років для придушення волі народів Передкавказзя, Росія до 1829 року завоювала й з 1830-х років закріпилася на кубанському Чорноморському узбережжі Османської імперії.

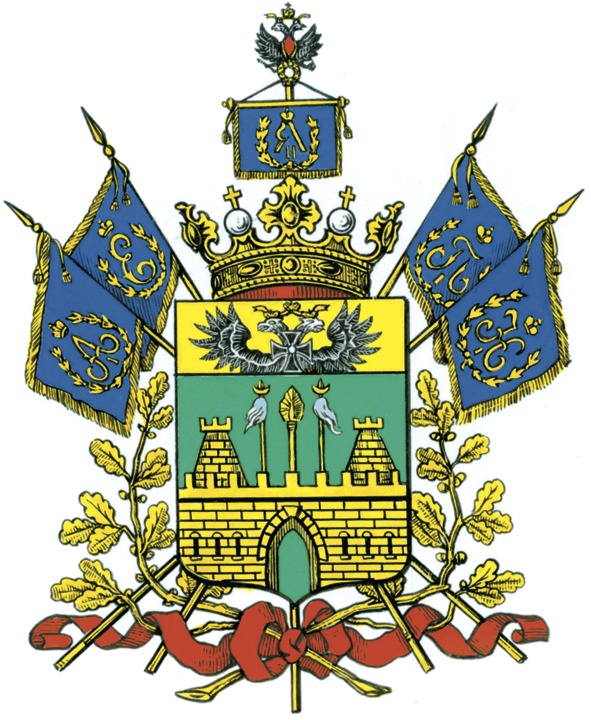
Герб Кубанської області

#### Кубанське козацтво (з 1860 року)
1860 року з області Чорноморського козацького війська та західної частини Кавказького лінійного козацького війська утворена Кубанська область, що стала територією Кубанського козацького війська.
У Надчорномор'ї у 1866—1888 роках існував Чорноморський округ. 1896 року утворена Чорноморська губернія виділенням Чорноморського округу Кубанської області. З 1897 року імперський уряд заборонив козакам обирати кошового отамана, замінивши їх спочатку військовими, а потім наказними, яких призначати почав царський уряд.
1900 року населення Кубанської області налічувало близько 2 мільйонів осіб.
1913 року за валовим збором зерна Кубанська область вийшла на 2-е місце у Російській імперії, а за виробництвом товарного хліба — на 1-е місце. В області активно розвивалася переробна промисловість сільгосппродукції та хімічна промисловість (створені великі акціонерні товариства), йшло залізничне будівництво.

## Новітня Кубань (1914— …)

### Українська революція на Кубані (1917—1920 роки)
Після лютневої російської революції 1917 року на Кубані 30 квітня 1917 року утворюється проукраїнський орган влади Кубанська військова рада. У вересні 1917 року Кубанська область увійшла до складу новоутвореної республіки Кубанський край, Кубанська військова рада стала Кубанською крайовою радою й прийнято 1-шу конституцію республіки.
28 січня 1918 року Кубанською крайової військовий радою на чолі з Миколою Рябоволом проголошена незалежна Кубанська Народна Республіка як частина майбутньої Російської Федеративної Республіки. 16 лютого 1918 року Кубанська Законодавча Рада проголошує Самостійну Кубанську Народну Республіку. Через декілька днів по закінченні сесії нарада членів Ради ухвалює резолюцію про прилучення Кубані на федеративних умовах до України.
У лютому-квітні 1918 році Кубанська народна республіка була завойована пробільшовицьки налаштованими солдатами російської армії, що поверталися з німецького фронту й були організовані більшовиками. Початково, більшовики утворили Чорноморську (25 листопада 2017 року) й Кубанську (13 квітня 2018 року) радянські республіки у відповідних Чорноморській губернії й Кубанській області колишньої Російської імперії, які об'єднали 30 травня 1018 року у Кубано-Чорноморську радянську республіку, яку 7 червня 1918 року включено до Північно-Кавказької Радянської Республіки (об'єднана зі Ставропольською радянською республікою та Тереською РР).
Російські більшовики утвердилися у Чорноморській губернії. Вони взяли владу у Туапсе 3 листопада 1917 року, у Новоросійську — 1 грудня 1917 року, у січні 1918 року — у Армавірі, Майкопі, Тихоріцьку, Темрюці та ряді кубанських станиць. Більшовики сформували загони Красної гвардії та 39-ту піхотної дивізію й розгорнули наступ на Катеринодар, що був зайнятий 14 березня 2018 року. Кубанське козацтво вичікувало й не переходило на сторону більшовиків й не вступали у самостійну кубанську армію. Уряд СКНР після відступу на Дон Кубанської армії пішов на перемовини з Півднем Росії для спільної боротьби проти більшовиків. 27 березня 1918 року у Ново-Дмитрівській станиці були об'єднані частини Добровольчої армії й загін Кубанської Ради Віктора Покровського. Командувачем об'єднаної армії став Лавр Корнілов.
З червня до листопада 1918 року тривав Другий Кубанський похід Добровольчої та Кубанської армій.
З весни до осені 1918 року відбувся перехід більшості кубанських козаків до боротьби проти більшовиків. Причинами були більшовицька конфіскація й переділ військових земель, перебудова станового землекористування козацтва й зрівняння козаків з рештою сільського населення; класова політика більшовиків, що сприяла розпалюванню станової ворожнечі, що призвело до зростання числа погромів козаків, розстрілів й грабежів з боку «іногородніх»; мародерство красноармійських загонів, що складалися з іногородніх й акти насильного розкозачення.
У квітні 1918 року на Тамані серед українських кубанських козаків піднялося велике антибільшовицьке повстання під командуванням полковника Володимира Перетятька. Керівники повстання відвідали Керч та зав'язали зносини з місцевим німецьким керівництвом, яке надало повстанцям декілька гармат, а на Тамань проти більшовиків пішли воювати українські та німецькі добровільці. Пізніше, для захисту Керчі на прохання українців Кубані німецьке керівництво висадило на Тамань 58-й Берлінський німецький полк, який не пішов далі. Керівник німецької армії фон Анрім сам запропонував Кубанській Раді ввести свої війська на Кубань, проте під тиском Денікіна СКНР відмовляється від допомоги та висловлює свій протест з приводу німецького десанту на Тамані. Тоді німці арештовують кубанського генерала Борисовича, якого Кубанська республіка відрядила на Тамань. Німецьке керівництво повідомило, що наступ проти більшовиків на Кубані воно не вестиме, бо не було офіційних запитів від Кубанської Ради.
28 травня 1918 року до Києва прибула делегація глави Кубанської Крайової Ради Рябовола. Офіційно предметом переговорів були питання встановлення міждержавних відносин і надання Україною допомоги Кубані в боротьбі з більшовиками. Одночасно велися таємні переговори про приєднання Кубані до України. Про характер цих переговорів стало відомо представникам Дона і під тиском донського уряду уряд Кубані заборонив своїй делегації вести переговори про об'єднання. Замість цього були активізовані переговори про допомогу поставками зброї, які успішно завершилися, і вже в кінці червня 1918 року Українська Держава поставила на Кубань 9700 гвинтівок, 5 мільйонів патронів, 50 тисяч снарядів для 3-дюймових гармат. Подібні поставки продовжувалися й надалі.
18 червня 1918 року у Новоросійську за наказом Леніна потоплено Чорноморський флот за винятком декількох кораблів, які на чолі з дредноутом «Воля» відпливли до українського Севастополя.
Таємні перемовини між кубанським й українським урядами тривали. Коли Добровольча армія готувалася до походу на Катеринодар, українська сторона запропонувала висадити десант на азовському узбережжі Кубані. В цей час мало розпочатися підготовлене козацьке повстання. Планувалося об'єднаними зусиллями вигнати більшовиків й проголосити об'єднання України та Кубані. З Харкова на азовське узбережжя була перекинута дивізія Натієва (15 тисяч осіб), проте план провалився через відсутність волі у кубанської влади запросити німців, до яких вороже ставилися донці Добровольчої армії.
23 червня 1918 року у козацькій столиці Донщини Новочеркаську проведене засідання Кубанського уряду, на якому, під тиском денікінців, більшістю голосів вирішено триматися у подальшому Добровольчої армії й відмовитися від орієнтації на Україну.

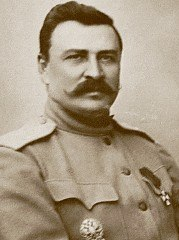
Генерал-майор Микола Букрет, останній головний отаман Кубанської Народної республіки

На початку серпня 1918 року повсталі українські кубанські козаки Тамані під проводом полковника Володимира Перетятька звільнили Правобережну Кубань й створили умови для наступу Добровольчої армії, яка 17 серпня 1918 року взяла Катеринодар.
Надалі відносини між Добровольчою армією і кубанськими лідерами загострилися. Добровольці розглядали Кубань як невід'ємну частину Росії, прагнули до скасування Кубанського уряду та Ради й підпорядкування отамана Кубанського козачого війська командуючому Добровольчої армії. Кубанці ж прагнули відстояти свою самостійність й бажали грати більш важливу роль при вирішенні як військових, так і політичних питань. Крім того, борючись з протидією кубанських влади, Денікін постійно втручався у внутрішні справи козацьких областей, що, у свою чергу, викликало невдоволення козацьких органів влади.
Кубансько-денікінське протистояння загострилося після 13 червня 1919 року. У цей день на Південно-російської конференції глава Кубанської Крайової Ради Микола Рябовол виступив з промовою, в якій критикував денікінський режим. Цієї ж ночі він був застрелений у холі готелю «Палас» співробітником денікінського «Особливої наради». Це вбивство викликало значне обурення на Кубані. Кубанські козаки стали залишати діючу армію; наступні події призвели до того, що дезертирство кубанців стало масовим та їх частка у військах Денікіна, у кінці 1918 року становила 68,75 %, а на початок 1920 року впала до 10 %, що стало однією з причин поразки Півдня Росії від більшовицької РРФСР.
Кубанська Рада відкрито оголосила, що боротися необхідно не тільки з російською Красною армією, але, також й з російським монархізмом, що спирався на армію Денікіна. Так вже на початку осені 1919 року депутатами Кубанської Крайової Ради велася активна пропаганда за відокремлення Кубані від (Півдня) Росії, почалися активні переговори з Грузинською Демократичною республікою та Українською Народною республікою. Одночасно делегація Кубані на Паризькій мирній конференції 1919—1920 років ставить питання про прийняття Кубанської Народної республіки у Лігу Націй й підписують договір з представниками меджлісу Гірської республіки.
Цього часу Гірська республіка воювала з Терським козацьким військом, тому кубансько-гірський договір розглядався, як спрямований проти Півдня Росії. Під цим приводом 7 листопада 1919 року Антон Денікін наказує піддати польовому суду всіх осіб, які підписали договір. Подальший російський терор відомій, як «кубанське дійство», що здійснене генералом колишнім кубанським генералом Покровським. Священик О. І. Кулабухов був схоплений й повішений, тому інші члени кубанської делегації на Паризькій конференції утрималися від повернення у Катеринодар. Була розігнана Кубанська Законодавча Рада, а 10 її найбільш впливових членів були заарештовані й примусово вислані до Туреччини. Функції Кубанської Законодавчої Ради були передані Кубанській Крайовій Раді, а влада Військового отамана та уряду була посилена. Але вже через два місяці Кубанська Крайова Рада відновила Кубанську Законодавчу Раду й скасувала всі поступки Півдню Росії.
В кінці лютого — на початку березня 1920 року на південноросійсько-більшовицькому фронті настав перелом, Красна армія перейшла у наступ. Антон Денікін намагався боротися з дезертирством, скеровуючи у кубанські станиці «загони порядку», що формувалися з донських козаків. Проте це викликало ще більшу ворожість кубанців: станичники виносили рішення про усунення південноросійської влади Антона Денікіна з Кубані. Частішали масові переходи кубанських козаків на сторону більшовиків.
3 березня 1920 року Красна армія почала Кубано-Новоросійську операцію. Добровольчий корпус, Донська й Кубанські армії почали відхід. 17 березня 1920 року Красна Армія взяла Катеринодар. Кубанська армія відступила до кордону Грузії й 2-3 травня 1920 року капітулювала. Кубанська Народна Республіка, її уряд й Кубанське Козаче Військо були скасовані.

### Радянська доба (1920—1991 роки)
З захопленням більшовиками Кубані розпочався красний терор. Кубанські козаки повставали проти розкозачення, продрозкладок, відбору земель. Вже у лютому 1920 році Всеросійська надзвичайна комісія видала постанову по Кубані, згідно з якою влада застосовувала для боротьби з повстанцями нелюдські заходи — розстріли, знищення родичів повстанців, переселення їхніх дітей до центральної Росії. Одним з пунктів зазначалося — «за кожного вбитого радянського діяча платитися сотнею мешканців сіл і станиць».

#### Українізація Кубані
За активного сприяння КП(б)У у 1920-х — початку 1930-х років проводилася українізація Кубані, Ставропольського краю, частини Північного Кавказу, Курської й Воронізької областей РРФСР. У наказовому порядку школи, організації, підприємства, газети переводилися на українську мову навчання та спілкування. У 1926 році на Північному Кавказі мешкало 3 107 000 українців, з яких 1 412 276 — на Кубані. Існувало багато українських шкіл, що перебували під юрисдикцією Скрипника, як тодішнього наркома освіти. У Краснодарі працював український педагогічний інститут у станиці Полтавській — педагогічний технікум.

#### Знищення української інтелігенції Кубані
У грудні 1929 року, під час загальної культурної чистки в Україні, заарештували деяких науковців кубансько-українського походження. Наприкінці 1920-х років була сфабрикована справа «Союзу Кубані й України», у зв'язку з якою по Україні та Кубані прокотилася хвиля арештів українських викладачів й студентів, безпідставно звинувачуваних у «буржуазному націоналізмі».

#### Колективізація й розкуркулювання на Кубані
Але головним ударом по інтелігенції була так звана справа Спілки визволення України (СВУ). Ще у квітні 1929 року видатні українські вчені й письменники були звинувачені у підготовці збройного повстання, в утворенні підпільної контрреволюційної організації СВУ. У липні в Україні у зв'язку зі справою СВУ почалися масові арешти, а в грудні вони прокотилися і по Кубані. З 9 березня до 20 квітня 1930 року у Харкові відбувався процес над звинуваченими, а арешти й ув'язнення ще довго продовжувалися на Кубані та в Україні.
1930 року закінчилася перша стадія примусової колективізації. Небажання селян працювати в колгоспах, постійні повстання в селах і станицях, різке зниження врожайності свідчили, що серед більшості сільського населення Кубані та України продовжується міцний опір намаганням побудувати колгоспну систему.
Селянам ніби й дозволялося залишати колгоспи, і за короткий час більшість селян Кубані та України це зробили. Однак тим, хто виходив із колгоспу, відібрану землю, реманент й худобу не повертали. І працелюбні господарі з останніх сил намагалися відбудувати своє зруйноване господарство. Але відступ партійного керівництва від проведення суцільної колективізації був лише тимчасовим — почався другий етап наступу на незалежного селянина, наступ, який призвів до жахливих наслідків, У вересні 1930 року на селян-одноосібників були покладені надзвичайно високі зернові податки. Якщо зважити, що цілий рік вони не мали змоги вільно господарювати на своїй землі, то можна зрозуміти: такі податки повністю розорювали одноосібників і практично перетворювали незалежних господарів у жебраків.
Знову покотилася безглузда хвиля розкуркулювання — сотні тисяч родин потяглися під вартою до Сибіру на голодну й холодну загибель. Решта селян знову опинилася в колгоспах. За короткий час колгоспи були перетворені на ідеальне знаряддя для вибивання у селян зерна. Селяни й козаки вже майже нічого не мали в особистій власності — всі харчі та збіжжя ретельно контролювали колгоспні керівники. Сталінський уряд нарешті здобув можливість у десятки разів збільшити вивіз хліба за кордон, за що мав отримати величезні кошти. Але доки фермери Канади топили збіжжя, щоб на нього остаточно не впала ціна у країнах Америки та Європи, куди постачався відібраний у селян хліб, серед українців починався вже голод.

#### Кубанський голодомор 1932—1934 років

Комуністична пропаганда звинувачує селян станиці Полтавської у саботажі хлібозаготівель

Одночасно з українським Голодомором у 1932–1934 на Кубані пройшов кубанський голодомор, який, було штучно створено у сільських районах Кубані й Північного Кавказу, й що був складовою організованого керівництвом Радянського Союзу Голодомору на українських етнічних землях СРСР з метою зменшення українського козацького населення.
Про кількість людських жертв на Кубані можна лише здогадуватись. У станиці Лабінській від голоду з 24 тисяч жителів померло 14 тисяч козаків. А в станиці Старокорсунській з 14 тисяч населення залишилося менше тисячі. Роберт Конквест наводив враження англійських дипломатів від побаченого на Кубані у 1933 року: «Елемент козацтва великою мірою знищений шляхом убивств і депортацій». Кубань — «напівспустошений край, який треба освоювати з самого початку». Роберт Конквест пише про 1 мільйон загиблих від голоду на Північному Кавказі.
За даними Р. Медвєдєва, з Кубані було депортовано населення 16 станиць загальною чисельністю 200 тисяч осіб. М. В. Палібін твердить, що виселялись й колгоспники — середняки й бідняки. З огляду на це, стає зрозуміло, що наплив переселенців з центральних районів Росії на ці території був набагато більшим, ніж в Україні. Якщо до України в 1933 році 329 ешелонами завезено 21856 господарств російських колгоспників загальною чисельністю 117149 осіб, то на Кубань тільки упродовж 1931—1932 років прибуло понад 500 тисяч переселенців з центральної Росії, значну частину яких складали демобілізовані червоноармійці. За даними С. Чорного від Голодомору на Кубані загинула приблизно половина місцевих українців.
7 серпня 1932 року вийшов закон «Про охорону державної власності», згідно з яким вся колгоспна власність ставала державною. Пізніше цей закон отримав серед народу назву «закон про колоски», адже сотні тисяч селян були позбавлені волі, відправлені у сибірські табори або розстріляні тільки за те, що намагалися на колгоспному полі зібрати хоч трохи колосків для своїх голодних дітей. Додатково Верховному суду СРСР та прокуратурі Верховного суду СРСР, Народним Комісаріатам Юстиції союзних республік, головам крайових (обласних) судів, крайовим (обласним) прокурорам, головам і прокурорам лінійних судів, районним прокурорам, Голові ГПУ України, повноважним представникам ОГПУ, ДТООГПУ, начальникам оперсекторів була 16 вересня направлена таємна «Інструкція по застосуванню постанови ЦВК й РНК СРСР від 7 серпня 1932 року про охорону майна державних підприємств, колгоспів і кооперації і зміцненню громадської (соціалістичної) власності».
Переважна більшість населення Кубані вже була поколективізованою. Найупертіших козаків-господарів розстріляли або відправили до Сибіру. Але ще мільйони селян України й Кубані продовжували чинити постійний опір колгоспній системі, не могли змиритися з тоталітарним устроєм, що утверджувався. 23 липня 1932 року вийшла постанова політбюро ЦК ВКПб про хлібозаготівлю на липень. Так Сталін зі своїми помічниками свідомо раз і назавжди вирішував проблему з «непокірними» кубанськими козаками. Для виконання хлібозаготівлі на Кубань стягували війська, особливо каральні загони. По хатах місцеві активісти проводили повальні обшуки, під час яких забирали всі харчі, викачували абсолютно все до останньої зернини. За спробу зберегти хоч трохи продуктів, заарештовували або розстрілювали. Безпосереднім керівником терору і розправи на Кубані був Лазар Каганович.
«З метою посилення хлібозаготівель відрядити… т. Кагановича на Північний Кавказ із групою в складі тт. Юркіна, Чернова», — зазначалося в постанові від 22 жовтня 1931 р. До цієї комісії ввійшли також А. Мікоян, Я. Гамарник, Г. Ягода, М. Шкірятов і О. Косарєв.
4 листопада 1932 р. вийшла постанова, яка зобов'язувала владу «зломити саботаж хлібозаготівель кулацьким контрреволюційним елементом, знищити опір частини сільських комуністів, що стали фактичними провідниками саботажу».
На Кубані запроваджувався воєнний стан. Вводилася система «чорних дощок». У кожній станиці висіла «чорна дошка» з реєстром станиць, які не виконували план хлібозаготівлі. Ці станиці опинялися у продовольчій блокаді. Повністю припинявся підвіз товарів у кооперативні і державні крамниці, а ті козаки, що дивом залишалися живими, виселялись до Сибіру. Так, на «чорну дошку» потрапили станиці Полтавська, Медведівська, Урупська, Уманська, Незамасовська, Темиргосовська, Ладожська, Новорождественська, Новодерев'янковська, Стародерев'янковська, Старокорсунська, Старощербинівська, Платирівська, Боковська і Мешковська. Таким чином, близько 30 районів Кубані — Невинномиський, Слов'янський, Брюховецький, Павловський, Усть-Лабінський, Кропоткінський, Новоолександрівський, Єйський, Краснодарський, Курганський, Кореновський, Отрадненський, Канівський, Тихорецький, Тимошевський, Новопокровський — були приречені на жахливу смерть. Голодомор супроводжувався терором — у згадані райони вводили каральні загони з ветеранів ОДПУ — латишів, мадярів, китайців, які поводили себе як завойовники на окупованій території. Тільки у станиці Тихорецькій було розстріляно за три дні близько 600 козаків. Населення багатьох станиць у повному складі вивозили до Сибіру. За різними даними, з Кубані тоді було депортовано від 50 до 200 тисяч жителів.
Тактика і стратегія творення Голодомору очевидна: приборкати українців, забрати хліб у кубанців, які розмовляють «українською мовою», застосувати режим соціальної резервації (чорні дошки). У 14-ти районах краю, судячи із стенограми наради з Л. Кагановичем, селянам бракувало хліба, відбувався падіж худоби, половина ріллі не була засіяна. Московські емісари, які приїхали разом із Л. Кагановичем, використовували терміни «Кубань», «Кубанські райони», також вимагали виконання хлібозаготівельних завдань, подолати «кронштадтські явища», тобто рух опору. Л. Каганович запропонував від «оборони перейти у наступ», припинити завезення товарів, застосувати «чорні дошки», виправдовував доцільність «великих жертв».
У станиці Старомінській висів плакат: «Здамо хліб і не потрапимо на чорну дошку». У жителів станиці були відібрані всі харчі. Навіть жменьки гороху були забрані. Карателі й активісти нишпорили по дахах хат, зазирали у водостічні труби. Штиряли ціпками городи, шукали, де закопане збіжжя. План заготівель станиця виконала, але селяни почали вимирати з голоду. Вимирали родинами.
Люди гинули тисячами. У звітах повідомлялося про численні випадки людоїдства. Директиви райкомів ВКП(б) вимагали постійного збільшення хлібозаготівель й вилучення збіжжя понад планом. Про дикість тогочасних подій свідчить такий факт: у станицях, де залишалися собаки, комуністи вимагали проведення додаткових перевірок: «Якщо собаки залишалися живими, значить саботажники ховають харчі…»
По станицях спалахували повстання, які жорстоко придушувалися. Найбільш непокірною виявилася станиця Полтавська, козаки якої завжди відрізнялися взаємодопомогою, високим рівнем культури і національною свідомістю. З нею влада розправилася найбільш жорстоко. Ще в 1922—1930 роках з 5600 родин, що заселяли станицю, 300 було вислано, а 250 чоловік розстріляно. У 1930—1932 роках багато козаків станиці заарештували у зв'язку зі справою СВУ. В грудні 1932 року у станиці Полтавській доведені до відчаю люди підняли повстання. Тільки великі військові підрозділи після тривалих боїв придушили його. Та невеличка купка козаків, яким вдалося уникнути виселення, ще деякий час продовжувала збройну боротьбу, але була знищена. Станицю заселили вихідці з Росії, Білорусі і перейменували у Красноармійську. Така доля спіткала багато станиць. Станиця Уманська перейменована була на Ленінградську. Станиця Брюховецька до колективізації мала 20 тисяч люду, після голоду, повстань і виселення повністю спустіла. «Тільки деінде по хатах лежали мерлі від голоду люди». Кубанський Голодомор, за різними оцінками, точився до року 1934-го.

#### Знищення української культури Кубані
У 1932—1933 роках місцева преса (зокрема газета «Молот») вже рясніла звинуваченнями багатьох кубанських визначних осіб у «місцевому націоналізмі». В ці часи на Кубані радянською владою було організовано штучний голод. За даними англійського дипломата Р. Конквеста за період голодомору загинуло бл. 1 міл. осіб. 
На початку 1933 року було арештовано чимало партійно-державних та культурних діячів, у тому числі майже всіх професорів українських навчальних закладів. Одразу після депортацій, розстрілів та голоду російська мова стала витісняти українську як мову етнічної більшості в попередні часи. А між 1933 та 1937 роками всі 746 українських початкових шкіл на Кубані перетворили на російські. Наслідком голодомору й знищення української культури на Кубані є відсутність у сучасному Краснодарському краї українських шкіл, видавництв, редакцій україномовних видань, що діяли в 1920-х роках; дотепер у краї немає українського радіо й телебачення. Роздавлена, знелюднена Голодомором, репресіями та депортаціями, повністю денаціоналізована Кубань потерпіла, мабуть, більше, ніж інші регіони. Можна стверджувати, що влада досягла тут повної перемоги над місцевим населенням.

#### Утворення Краснодарського краю
Після вдалого винищення українців та розселення на спорожнілих землях росіян здебільшого з віддалених куточків СРСР, 13 вересня 1937 року постановою ВЦВК Азово-Чорноморський край був розділений на Краснодарський край з центром у місті Краснодарі Ростовську область з центром у місті Ростові-на-Дону.
У Краснодарський край ввійшли:
- більша частина території колишньої Кубанської області (за винятком території Республіки Адигеї, частини територій колишніх Лабінського й Кавказького відділів, що входить нині до складу Ставропольського краю, частини території колишнього Єйського відділу, що входить нині до складу Ростовської області, а також майже всієї території колишнього Баталпашинського відділу, на якій утворена Карачаєво-Черкеська Республіка),
- майже вся територія колишньої Чорноморської губернії (за винятком частини території колишнього Сочинського округу, що входить нині до складу Краснодарського краю),
- територія на північ від Єї — Куго-Єї, що відносилася до Області Війська Донського.

#### Кубань за німецько-радянської війни (1942—1943 роки)
25 липня 1942 року почалася німецька операція «Едельвейс», що викликала радянську Битву за Кавказ, що тривала до 9 жовтня 1943 року. Разом з німецькими військами у ній брали участь румунські й словацькі війська. Наступ німецької армії й союзників тривав до 31 грудня 1942 року. У захопленні Передкавказзя брали участь група армій «А» (1-ша і 4-та танкові армії, 17-та німецька польова армія, 3-тя румунська армія, частина сил 4-го повітряного флоту; командувач — генерал-фельдмаршал Вільгельм фон Ліст). Їм протистояли радянські війська Південного і частина сил Північно-Кавказького фронтів (12-та, 18-та, 37-ма, 51-ша, 56-та армії й 4-та повітряна армія).
Восени 1942 німецькі війська зайняли велику частину Кубані й Північного Кавказу, проте після поразки у Сталінградській битві (17 липня 1942 — 2 лютого 1943) були вимушені відступити через загрозу оточення. У 1943 радянському командуванню не вдалося ні замкнути німецькі частини на Кубані, ні завдати їм рішучої поразки: танкові частини Вермахту (1-ша танкова армія) були виведені з Кубані в Україну в січні 1943, а піхотні (17-та армія) були вивезені з Таманського півострова до Криму в жовтні.

#### Депортація понтійських греків
Після Кавказької битви радянська влада провела депортації низки кавказьких народів до Сибіру й Казахстану. З чорноморського узбережжя краю були депортовані понтійські греки.

#### Післясталінський радянський період (1953—1991 роки)

Мапа Краснодарського краю в 1958 р.

У січні 1961 року в Краснодарі відбулися масові заворушення.
На початку 1980-х років розслідувалася сочинсько-краснодарська справа, в зв'язку з яким в 1982 році був знятий з роботи 1-й секретар Краснодарського крайкому КПРС Сергій Медунов.
Займав в 1982—1983 посаду першого секретаря Краснодарського крайкому КПРС Віталій Воротніков, якого було переведено на посаду голови Ради Міністрів Української РСР.
Займав в 1983—1985 посаду першого секретаря Краснодарського крайкому КПРС Георгій Розумовський й був переведений на посаду завідувача відділу ЦК КПРС.
У 1985—1990 Краснодарський крайком КПРС очолював Іван Полозков, обраний в червні 1990 першим секретарем ЦК КП РРФСР.

#### 1-і секретарі Краснодарського крайового комітету ВКП(б)/КПРС
- 1937—1937 — Кравцов Іван Олександрович
- 1937—1938 — Марчук Михайло Іванович
- 1938—1939 — Газов Леонід Петрович
- 1939—1949 — Селезньов Петро Януарійович
- 1949—1952 — Ігнатов Микола Григорович
- 1952—1957 — Суслов Віктор Максимович
- 1957—1958 — Полянський Дмитро Степанович
- 1958—1960 — Матюшкін Дмитро Михайлович
- 1960—1963 — Воробйов Георгій Іванович
- 1963—1964 (сільський) — Воробйов Георгій Іванович
- 1963—1964 (промисловий) — Качанов Олександр Іванович
- 1964—1966 — Воробйов Георгій Іванович
- 1966—1973 — Золотухін Григорій Сергійович
- 1973—1982 — Медунов Сергій Федорович
- 1982—1983 — Воротников Віталій Іванович
- 1983—1985 — Разумовський Георгій Петрович
- 1985—1990 — Полозков Іван Кузьмич
- 1990—1991 — Маслов Олександр Васильович

#### Голови виконавчого комітету Краснодарської крайової ради
- 1937—1937 — Симончик Василь Олександрович
- 1937—1939 — Богданов Іван Семенович
- 1939—1944 — Тюляєв Павло Федорович
- 1944—1948 — Безсонов Михайло Михайлович
- 1948—1954 — Пантиков Петро Петрович
- 1954—1960 — Пєтухов Борис Федорович
- 1960—1962 — Коломієць Федір Степанович
- 1962—1962 — Трубілін Іван Тимофійович
- 1962—1964 (сільський) — Трубілін Іван Тимофійович
- 1962—1964 (промисловий) — Чуркін Альберт Микитович
- 1964—1969 — Рязанов Іван Юхимович
- 1969—1973 — Медунов Сергій Федорович
- 1973—1981 — Разумовський Георгій Петрович
- 1981—1985 — Голуб Микола Якович
- 1985—1987 — Щербак Володимир Миколайович
- 1987—1990 — Кондратенко Микола Гнатович
- 1990—1991 — Горовий Микола Іванович

#### Кубань за розпаду СРСР (1991 рік)
У 1991 році Адигейська автономна область вийшла зі складу краю і була перетворена на Республіку Адигея.
Під час параду суверенітетів й розпаду СРСР в листопаді 1991 року були проголошені як суб'єктів РРФСР відповідно:
- Армавірська Козацька Республіка
- Верхньо-Кубанська Козацька Республіка.

Створення козацьких республік підтримав II-ге Велике Коло Союзу козаків, що пройшло 7-10 листопада 1991 року у Ставрополі. 20 листопада 1991 року на скликаному Союзом козацтв Півдня Росії у Новочеркаську Великому козацькому колі Півдня Росії проголошено об'єднання декількох проголошених козацьких республік (Донської, Терської, Армавірської, Верхньо-Кубанської) у Союз Козацьких Республік Півдня Росії зі столицею у Новочеркаську зі статусом союзної республіки в очікуваній новій союзній державі (ССД). У складі Російської Федерації козацькі республіки створені не були.

## Сучасна Кубань (1991— …)
У прапорі сучасного Краснодарського краю використані кольори прапора Кубанської народної республіки.

### Грузино-абхазька війна (1992—1993)
Початок участі кубанських козаків на гібридних війнах Росії було покладено добровольцями у російсько-молдавській війні за Придністров'я.
Кубанські козаки брали участь у захопленні Сухумі за першої грузино-абхазької війни 1992—1993 років.

### Краснодарський край у «червоному поясі»
До перших виборів губернатора краю у 1997 році на яких переміг комуніст козацького походження Микола Кондратенко, у Краснодарському краї керували призначенці Москви:
- Василь Дьяконов (1991—1992),
- Микола Єгоров (1992—1994) й (1996—1997),
- Євген Харитонов (1994—1996).

Через протестні настрої проти свавілля посткомуністичної еліти виборці Краснодарського краю обрали «червоного» губернатора від КПРФ козацького походження Микола Кондратенко (1997—2001), який закріпив край у «червоному поясі» Росії. За його влади діяла заборона на вивіз збіжжя за межі краю, для стимулювання внутрішнього перероблювання. Російський уряд та президент Борис Єльцин через нестачу харчових продуктів у Росії були незадоволені краснодарським губернатором.

### Правління клану Ткачова (2001—2015)
За сприяння Москви на виборах 2001 року переміг комуніст й сільськогосподарський підприємець козацького походження Олександр Ткачов (2001—2015). За часу його керування на Кубані тривало рейдерство сільськогосподарських підприємств та земель, а також збагачення клану губернатора. Він дозволив вивіз сільськогосподарської продукції за межі края, чим суттєво поліпшилася продовольча ситуація у Росії. Краснодарський край остаточно вийшов з «червоного (комуністичного) поясу» Росії.

#### Повінь 2002 року
2002 року на Північному Кавказі трапилися повені. 17-24 червня через танення снігу в горах і зливові дощі у Краснодарському краї десятки людей загинули. 6-9 серпня зливові дощі і смерчі в Краснодарському краї призвели до затоплень і руйнувань. Від стихії постраждало чорноморське узбережжя, в основному околиці Новоросійська, Анапи, Кримська. За даними МНС Росії загинули 59 осіб, зруйновано понад 400 будинків і безліч об'єктів інфраструктури. Збиток від повені перевищив 1,7 млрд рублів.

#### Тузлинське протистояння Україні (2003)
Конфлікт навколо острова Тузла між Росією й Україною, спричинений спорудженням Росією дамби в Керченській протоці від Таманського півострова до острова Тузла у 2003 році. Тузлинська коса відділилася від Таманського півострова 1925 року внаслідок сильного шторму. Метою конфлікту було вчинення тиску на Україну стосовно делімітації кордону в Керченській протоці та Азовському морі, та випробування її на міцність.
Фінансувалося будівництво дамби з Москви. Кубанські козаки Таманського відділу були основною рушійною силою конфлікту.
Губернатор Олександр Ткачов брав активну участь у роздмухуванні кремлівської провокації проти України на острові Тузла у 2003 році.

#### Російсько-грузинська війна за Південну Осетію (2008)
Кубанських козаків використовували проти Грузії у 2008 році у Південній Осетії.

#### Повідь 2012 року
2012 року сталась повідь, зумовлене рясними дощами 6-7 липня та техногенною катастрофою. Найбільше постраждав Кримський район і місто Кримськ, де рівень води сягав 7 метрів. У цьому районі в зоні лиха перебуває 12 000 людей, понад 4 тисяч будинків, 12 соціальних об'єктів — школи, дитячі садки, два медичних заклади. Також постраждали Геленджик (понад 7 тис. осіб у зоні підтоплення), Новоросійськ, село Дивноморське (майже 3 тис. осіб у зоні підтоплення), Кабардинка, станиці Нижньобаканська, Неберджаївська. Станом на 20:00 МСК 8 липня 2012 виявлено загиблими 171 особу, зокрема 159 у Кримському районі, 10 — у Геленджику, 2 — у Новоросійську. 320 людей звернулися за медичною допомогою, 104 з них госпіталізовано. Загальна кількість постраждалих, за даними МНС, перевищує 12 000 осіб. За оцінками на 9 липня 2012, загальний збиток перевищує 4 млрд рублів, не підлягають відновленню 400 будинків, 300 з яких — у Кримську..

#### Зимові Олімпійські ігри у Сочі (2014)
Будівництво олімпійських споруд для Зимової олімпіади 2014 року у Сочі суттєво збільшило борги Краснодарського краю. Місцева еліта збагатилася розкраданням державних коштів для Олімпіади через перевищення вартості споруд до 3 раз.
У червні 2015 року трапилася повідь у Сочі та на всій території Сочинського й Адлерського районів, коли за добу випало майже 2 місячні норми опадів. Було перевищено максимальний рівень води в місцевих річках більш ніж на 1,2 метра. Залило залізничним вокзал і аеропорт, їх робота призупинена. Причиною повідей з 2013 року у Сочі були порушення під час будівництва до Зимової олімпіади 2014.
2015 року скандального губернатора Ткачова було переведено у Москву на посаду міністра сільського господарства РФ.

#### Кубанські козаки на службі Російській федерації
За губернаторства «козацького» губернатора Олександра Ткачова тривало інтеграція кубанського козацтва у збройні сили Російської федерації та залучення його в імперіалістичних конфліктах.
Сучасне Кубанське козацьке військо займається підготовкою молоді для служби у російській армії, спільно з міліцією підтримує громадський порядок, має сильно розвинену мобілізаційну структуру. Козаки на полігонах Збройних сил РФ проходять у складі своїх полків регулярні збори. Існують козацькі військові частини (переважно прикордонні, десантні й мотострілецькі), що поповнюються молоддю. За рівнем підготовки та дисципліни козацькі частини перевершують звичайні армійські.
Під час природних лих (поводі) у Краснодарському краї на Кубані козаки спільно з частинами МНС займалися порятунком людей й ліквідацією наслідків стихії.

#### Окупація Росією українського Криму (2014)
Краснодарський край був плацдармом для перекиду військ та озброєні у Крим під час його захоплення Російською федерацією.
Російська влада використала кубанських козаків для захоплення українського півострова. На таку операцію згодилося з 40 тисяч кубанських козаків лише близько 1 тисячі осіб. Вони були серед 2 тисяч козаків, що стали комбатантами захоплення Криму.

#### Російсько-українська війна на Сході України (2014-…)
Російська вторгнення в Україну викликала неоднозначну реакцію на себе серед різних верств населення зросійщеної Кубані. Значна кількість сучасних кубанських козаків, піддавшись на агітацію кремлівської пропаганди, воювала проти України в загонах сепаративних формувань ДНР-ЛНР. Разом з тим, знайшлися серед сучасних кубанців і такі люди, що наважилися рішуче протестувати проти агресивної політики путіновської влади. Ними було створене віртуальне товариство «Кубанська Народна Республіка», метою якого стало викриття підступної політики московської влади, яка розпалює сепаратистські настрої в сусідніх державах, а разом з тим рішуче бореться з подібними тенденціями у власній країні. На 17 серпня 2014-го року активістами «Кубанської Народної Республіки» був призначений «марш за федералізацію» у м. Краснодарі. Влада офіційно заборонила цей марш, а активісти «Кубанської Народної Республіки» Дар'я Полюдова і Сергій Титаренко були арештовані і знаходяться під слідством. Інші учасники цього руху — Петро Любченков і В'ячеслав Мартинов встигли втекти від переслідувань до України. Усі вони офіційно включені до Переліку терористів і екстремістів Росфінмоніторингу.
Після участі у російсько-українській війні серед кубанських козаків шириться розчарування й протест щодо їх використання Російською федерацією.. 
22 квітня 2015 року на посаду губернатора Краснодарського краю призначено, а 22 вересня 2015 року обрано слідчого і юриста Веніаміна Кондратьєва.
25 грудня 2016 року сталося падіння літака ТУ-154 з військовими артистами ансамблю імені Алєксандрова, що вилетіли з Адлера (Сочі) до російських військ у Латакію (Сирія).